# Список транспортных яхт Российского императорского флота
В список включены все транспортные яхты, состоявшие на вооружении Российского флота.
Транспортные яхты представляли собой небольшие парусные суда, предназначавшиеся для перевозки грузов. Несли косое парусное вооружение. В составе Российского императорского флота суда данного типа в небольшом количестве применялись в начале XIX века. Принимали участие в Отечественной войне 1812 года и войне с Францией 1813—1814 годов, использовались для доставки грузов отрядам боевых судов флота и транспортировки грузов между портами Финского залива, а в мирное время на них перевозили строительные материалы для строящихся баз Российского флота — Ревельского и Роченсальмского портов. Все транспортные яхты для нужд флота были куплены, в связи с чем сведений о местах постройки и корабельных мастерах не сохранилось. Большая часть этих судов была приобретена в 1812 году.

## Легенда
Список судов представлен в порядке очерёдности включения их в состав флота, в рамках одного года — по алфавиту. Ссылки на источники информации для каждой строки таблиц списка и комментариев, приведённых к соответствующим строкам, сгруппированы и располагаются в столбце Примечания.
Таблица:
- Наименование — имя судна.
- Размер — длина и ширина судна в метрах.
- Осадка — осадка судна (глубина погружения в воду) в метрах.
- Год включения в состав флота — год постройки, приобретения, переоборудования или захвата судна.
- Год вывода из состава флота — год исключения судна из состава флота, его разбора или крушения.
- История службы — основные места, даты и события.
- н/д — нет данных.

Сортировка может проводиться по любому из выбранных столбцов таблицы, кроме столбцов История службы и Примечания.

## Список судов
В разделе приведены все транспортные яхты, входившие в состав Российского императорского флота. Несли службу только в составе Балтийского флота.
| Наименование | Размер                                     | Осадка                                     | Вход | Выход | История службы | Прим.                     |
| ------------ | ------------------------------------------ | ------------------------------------------ | ---- | ----- | --- | ------------------------- |
| Екатерина    | 19,2 x 7                                   | 3,1                                        | 1802 | н/д   | Использовалась для грузовых перевозок между портами Финского залива. Сожжена во время проведения учений в Кронштадте. | [ 2 ] [ 3 ]               |
| Авдотья      | 22,3 x 7                                   | 3,4                                        | 1803 | 1812  | Использовалась для грузовых перевозок между портами Финского залива. По окончании службы была разобрана в Санкт-Петербурге. | [ 2 ] [ 3 ]               |
| Акулина      | Сведений о конструкции яхт не сохранилось. | Сведений о конструкции яхт не сохранилось. | 1812 | 1816  | Принимала участие в Отечественной войне 1812 года и войне с Францией 1813—1814 годов. Использовалась для доставки провианта и других грузов отрядам гребного флота, которые действовали в Финском и Рижском заливах, а также в районе Данцига. После войн использовалась для грузовых перевозок между портами Финского залива. По окончании службы была разобрана в Роченсальме. | [ 2 ] [ 3 ]               |
| Анна         | Сведений о конструкции яхт не сохранилось. | Сведений о конструкции яхт не сохранилось. | 1812 | 1819  | Принимала участие в Отечественной войне 1812 года и войне с Францией 1813—1814 годов. Использовалась для доставки провианта и других грузов отрядам гребного флота, которые действовали в Финском и Рижском заливах, а также в районе Данцига. После войн использовалась для грузовых перевозок между портами Финского залива. По окончании службы была разобрана в Або. | [ 2 ] [ 3 ]               |
| Дмитрий      | Сведений о конструкции яхт не сохранилось. | Сведений о конструкции яхт не сохранилось. | 1812 | 1818  | Принимала участие в Отечественной войне 1812 года и войне с Францией 1813—1814 годов. Использовалась для доставки провианта и других грузов отрядам гребного флота, которые действовали в Финском и Рижском заливах, а также в районе Данцига. После войн использовалась для грузовых перевозок между портами Финского залива. По окончании службы была разобрана в Кронштадте. | [ 2 ] [ 3 ]               |
| Евдокия      | Сведений о конструкции яхт не сохранилось. | Сведений о конструкции яхт не сохранилось. | 1812 | 1819  | Принимала участие в Отечественной войне 1812 года и войне с Францией 1813—1814 годов. Использовалась для доставки провианта и других грузов отрядам гребного флота, которые действовали в Финском и Рижском заливах, а также в районе Данцига. После войн использовалась для грузовых перевозок между портами Финского залива. По окончании службы была разобрана в Або. | [ 2 ] [ 3 ]               |
| Надежда      | Сведений о конструкции яхт не сохранилось. | Сведений о конструкции яхт не сохранилось. | 1812 | 1824  | Принимала участие в Отечественной войне 1812 года и войне с Францией 1813—1814 годов. Использовалась для доставки провианта и других грузов отрядам гребного флота, которые действовали в Финском и Рижском заливах, а также в районе Данцига. После войн использовалась для грузовых перевозок между портами Финского залива. 23 сентября (5 октября) 1824 года по пути из Ревеля в Нарву вследствие ошибки в счислении выскочила на восточный берег Нарвской губы. Экипаж и груз удалось перевести на берег. | [ 2 ] [ 3 ] [ 4 ] [ 5 ]   |
| Николай      | Сведений о конструкции яхт не сохранилось. | Сведений о конструкции яхт не сохранилось. | 1812 | 1814  | Принимала участие в Отечественной войне 1812 года и войне с Францией 1813—1814 годов. Использовалась для доставки провианта и других грузов отрядам гребного флота, которые действовали в Финском и Рижском заливах, а также в районе Данцига. Осенью 1813 года по пути из Кронштадта в Пиллау из-за противных ветров и открывшейся течи была вынуждена подойти к острову Гогланд и встать на зимовку. В апреле следующего года продолжили плавание и достигла Пиллау, однако из-за отсутствия на судне лоцмана, сильного ветра и тумана ушла к западу и встала на якорь за мысом Гель, где была шквалом сорвана с якорей и выброшена на косу Нерунг. Экипажу с частью груза удалось переправиться на берег на плоту, сделанному из мачт яхты. | [ 6 ] [ 3 ] [ 7 ] [ 8 ]   |
| Фёдор        | Сведений о конструкции яхт не сохранилось. | Сведений о конструкции яхт не сохранилось. | 1812 | 1817  | Принимала участие в Отечественной войне 1812 года и войне с Францией 1813—1814 годов. Использовалась для доставки провианта и других грузов отрядам гребного флота, которые действовали в Финском и Рижском заливах, а также в районе Данцига. После войн использовалась для грузовых перевозок между портами Финского залива. По окончании службы была разобрана в Свеаборге. | [ 9 ] [ 3 ]               |
| Благодать    | Сведений о конструкции яхт не сохранилось. | Сведений о конструкции яхт не сохранилось. | 1814 | 1814  | Использовалась для грузовых перевозок между портами Финского залива. 19 сентября (1 октября) 1814 года, следуя из Нарвы в Ревель с грузом леса для строительства Ревельского порта, из-за сильного противного ветра была вынуждена встать на якорь у берега, где на следующий день шквалом была сорвана с якорей и посажена на мель в 25 метрах от берега. Во время крушения погибло 2 матроса, остальным членам экипажа удалось переправиться на берег на плоту. | [ 9 ] [ 10 ] [ 11 ]       |
| Николай      | Сведений о конструкции яхт не сохранилось. | Сведений о конструкции яхт не сохранилось. | 1814 | 1822  | Использовалась для грузовых перевозок между портами Финского залива. По окончании службы была разобрана в Роченсальме. | [ 9 ] [ 10 ]              |
| Феодосия     | Сведений о конструкции яхт не сохранилось. | Сведений о конструкции яхт не сохранилось. | 1814 | 1814  | Использовалась для грузовых перевозок между портами Финского залива. 18 (30) сентября 1814 года, следуя из Нарвы в Ревель с грузом леса, из-за сильного противного ветра была вынуждена стать на якорь у восточного берега острова Гогланд, где была прижата к мели внезапно изменившим направление ветром, в течение двух суток наполнилась водой и песком и затонула. Экипаж и вооружение судна удалось спасти. | [ 9 ] [ 10 ] [ 12 ] [ 8 ] |
| Филип        | Сведений о конструкции яхт не сохранилось. | Сведений о конструкции яхт не сохранилось. | 1814 | 1822  | Сведений о плаваниях не сохранилось. По окончании службы была разобрана в Роченсальме. | [ 10 ]                    |

Помимо приведённых в таблице судов в составе Балтийского флота несли службу три яхты, носившие наименование «Транспорт Анна», однако эти суда к транспортным яхтам отношения не имели и несли службу в качестве придворных яхт. Также в источниках встречаются упоминания о нахождении в 1778 году при эскадре придворных яхт транспортной яхты «Анна», а в 1807 году — транспортной яхты «Евдокия», однако сведений об особенностях конструкций и плаваниях этих судов не сохранилось.

### Комментарии
1. ↑  В большинстве случаев не сохранилось сведений и об особенностях конструкции судов.
2. ↑  По другим данным разобрана в Кронштадте в 1818 году.
3. ↑  По другим данным разобрана в Або в 1819 году.
4. ↑  1719, 1768 и 1792 годов постройки. Первые две яхты строились по одним чертежам.